# Filharmonia Świętokrzyska im. Oskara Kolberga
Filharmonia Świętokrzyska im. Oskara Kolberga – filharmonia mająca siedzibę w Kielcach, mieszcząca się obecnie w Międzynarodowym Centrum Kultur.

## Historia
Historia filharmonii sięga roku 1920, kiedy to rozpoczęła działalność orkiestra symfoniczna stworzona na bazie Orkiestry Dętej IV Pułku Piechoty Legionów. Po wojnie aż 22 jej członków weszło w skład Wojewódzkiej Orkiestry Symfonicznej, która zainaugurowała swój pierwszy sezon artystyczny 28 lipca 1945 roku. Tradycje chóralne Filharmonii Świętokrzyskiej sięgają roku 1954, kiedy to z inicjatywy Karola Anbilda, II dyrygenta ówczesnej Wojewódzkiej Orkiestry Symfonicznej, powstał stuosobowy chór „Echo”, który po raz pierwszy wystąpił z kielecką orkiestrą w lutym 1955 r. z okazji 10-lecia jej istnienia, wykonując utwór Jana Maklakiewicza Śląsk pracuje i śpiewa.
W 2014 w organizowanych przez Filharmonię koncertach udział wzięło 34 tys. 801 osób.

## Nowa siedziba
Jesienią 2009 rozpoczęła się realizacja Międzynarodowego Centrum Kultur w Kielcach, w którym znajduje się nowa siedziba Filharmonii Świętokrzyskiej. Projektantem siedziby jest pracownia PIW-PAW Architekci Sp. z o.o. z Gdańska. Inwestycja zajmuje teren o powierzchni 3 823m², powierzchnia zabudowy obejmuje 3 358m². W budynku znajduje się 515 miejsc na widowni, estrada dla 300 wykonawców, sala kameralna na 200 miejsc, sala prób – wydzielona z foyer – 150 miejsc, sala konferencyjna – 50 miejsc. Wewnątrz obiektu znajduje się także dziedziniec koncertowy, z widownią na 150 miejsc.
Całkowity koszt budowy wyniósł 74157118,74 zł. Projekt został dofinansowany kwotą 31 977 401,27 zł z Europejskiego Funduszu Rozwoju Regionalnego w ramach XI Priorytetu Kultura i dziedzictwo kulturowe Programu Operacyjnego Infrastruktura i Środowisko.
Uroczyste otwarcie Międzynarodowego Centrum Kultur połączone z koncertem inauguracyjnym „Muzyka na otwarcie” odbyło się 19 stycznia 2012 roku.
- Lokalizacja: Kielce, ul. Żeromskiego/ul. Głowackiego
- Inwestor: Filharmonia Świętokrzyska im. Oskara Kolberga
- Projektant: PIW-PAW Architekci, Gdańsk; IMT – Biuro Konstrukcyjne inż. Marcin Trzewik, Starogard Gdański
- Wykonawca: konsorcjum: Unibep, Bielsk Podlaski i Unimax, Kielce
- Realizacja: XI 2009 – XI 2011

Powierzchnia użytkowa wynosi 13 670 m². Składają się na nią:
- 2605 m² przestrzeni publicznej wraz z częścią komercyjną
- 2928 m² części koncertowej z estradą, biblioteką i zapleczem
- 1468 m² części administracyjnej
- 477 m² części hotelowej
- 6192 m² pozostałych powierzchni (magazyny, część techniczna, parkingi wewnętrzne)